# Mario & Sonic at the London 2012 Olympic Games
Mario & Sonic at the London 2012 Olympic Games (マリオ&ソニック AT バンクーバーオリンピック Mario to Sonikku atto Bankūbā Orimpikku), Mario i Sonic en els Jocs Olímpics del 2012 a Londres en català, és la tercera entrega de la franquícia en la que s'inicià amb Mario & Sonic als Jocs Olímpics. El joc es basa en els Jocs Olímpics que es van celebrar a Londres a l'Estiu del 2012.
L'edició per a Wii va sortir a Amèrica del Nord el 15 de novembre de 2011, a Austràlia el 17 de novembre, a Europa el 18 de novembre i encara està per arribar al Japó el 8 de desembre de 2011. L'edició per a 3DS va sortir a Austràlia el 9 de febrer de 2012, a Europa el 10 de febrer, als Estats Units el 14 de febrer i al Japó l'1 de març. Les versions de Wii i 3DS van sortir simultàniament a Corea del Sud el 21 de juny de 2012.

## Jugabilitat
Mario & Sonic at the London 2012 Olympic Games és una col·lecció de nombrosos esdeveniments basats en els Jocs Olímpics. El joc reuneix els dos personatges titulars i divuit més de dues franquícies per participar en entorns basats en les seus oficials de Jocs Olímpics del 2012 a Londres. Els personatges es divideixen en quatre categories: all-around, velocitat, potència i habilitat. Una entrevista recent va revelar que els mateixos personatges són jugables en el joc anterior, amb més èmfasi es va posar sobre els fets i de joc.
Diversos esdeveniments olímpics a la Wii, com el futbol, bàdminton, equitació i s'estrenarà juntament amb versions millorades dels esdeveniments ja existents, com ara atletisme, natació i tennis de taula. El joc per a Wii introdueix nous esdeveniments "Dream", que són versions alternatives dels esdeveniments olímpics que tenen lloc en llocs dels jocs més antics de la sèrie de Mario i Sonic. La versió de Wii també inclou nous mecanismes de cooperació i una manera de Partit.
La versió de 3DS té cinquanta-set Jocs Olímpics basats en esdeveniments en un sol jugador i multijugador.

### Demo de la Nintendo 3DS
El 26 de gener del 2012 va sortir als EUA (l'1 de març a Europa) la demo gratuïta de la versió de 3DS del joc. Ocupa 999 blocs, i només té 5 events: tir ràpid 25m, futbol, trampolí, espatlla 100m i BMX. Només es pot utilitzar durant 30 sessions.

### Àlbum de cartes virtuals
En el Nintendo Direct del 22 de juny de 2012, hi va haver un moment en què el director de SEGA va anunciar que llançaria una aplicació anomenada Mario & Sonic - London 2012 Àlbum de cartes virtuals. És disponible a la Nintendo eShop gratuïtament des del 5 de juliol de 2012, i permet col·leccionar més de 70 cartes exclusives per als usuaris que tinguin el joc. Moltes d'elles estaran en 3D, però al principi només es reben 5, i per aconseguir les altres hi ha moltes maneres: o amb una connexió sense fils entre jugadors, mitjançant StreetPass, en els 'hotspots' de Nintendo Zone o desbloquejant-les amb monedes de joc, que s'aconsegueixen caminant amb la consola 3DS encesa.

## Argument

El logotip dels Jocs Olímpics de Londres (2012), on hi van Mario, Sonic i els seus amics a competir en diversos jocs olímpics

Si bé no hi ha un argument principal en la versió de Wii, la versió de Nintendo 3DS té una història exclusiva que implica Mario, Sonic i tots els seus amics que estan convidats als Jocs Olímpics de Londres 2012. Mentrestant, els antagonistes Bowser i el Dr Eggman els molesta per ser rebutjats, i tracten d'aturar els jocs mitjançant l'ús de màquines de fum per cobrir tota la ciutat en la boira espessa. Mario, Sonic i tots els altres herois intenten detenir els dos malvats i salvar els Jocs Olímpics, competint en diversos esdeveniments olímpics al llarg del camí.

## Desenvolupament
La seqüela va estar confirmada oficialment per Sega i Nintendo al 21 d'abril de 2011, i els seus predecessors ja van vendre més de 19 milions d'unitats. És el joc oficial dels Jocs Olímpics d'Estiu de 2012 i està llicenciada pel Comitè Olímpic Internacional. Totes les versions estan desenvolupades per Sega Japó i totes publicades per Nintendo al Japó i a Sega per Amèrica del Nord, Europa i Austràlia. Segons la revista Computer and Video Games, el joc l'estaven desenvolupant unes 100 persones. A la Wii el joc va sortir el Novembre 2011 i a la Nintendo 3DS el Febrer 2012.
L'1 de novembre de 2012 sortirà al Japó una versió descarregable del joc a l'eShop de Nintendo 3DS, igual que Mario Tennis Open. El 30 de maig va sortir a Europa i Austràlia.

## Recepció
La versió de Wii va vendre 2.4 milions de còpies a Amèrica del Nord i Europa en els seus dos primers mesos del seu llançament. Nintendo Power va donar a la versió de 3DS un 7. IGN li va donar la versió de Wii de 7.5 i la versió de 3DS un 6,5.

### Vídeos
- El tràiler (anglès)
- El tràiler alternatiu Arxivat 2016-03-03 a Wayback Machine. (anglès)
- El tràiler de la Nintendo 3DS Conference 2011 Arxivat 2016-03-03 a Wayback Machine. (japonès)

### Altres
- Mario & Sonic at the London 2012 Olympic Games a la Super Mario Wiki (anglès)
- Pàgina web oficial Arxivat 2012-07-29 a Wayback Machine. (castellà)